# Négyzetszámok
A számelméletben négyzetszámon vagy teljes négyzeten (teljes második hatványon) olyan egész számot értenek, amely felírható valamely egész szám négyzeteként, más szóval egy egész szám önmagával vett szorzataként, második hatványaként. Más, kézenfekvő meghatározás szerint egy egész szám pontosan akkor négyzetszám, ha négyzetgyöke (létezik, és) egész. Tágabb értelemben véve négyzetszámnak számít az a törtszám is, amelynek négyzetgyöke racionális.
A szorzás definíciója alapján egy természetes szám négyzetre emelése azt jelenti, hogy a számot annyiszor adjuk össze, amennyi saját maga. Például 4 + 4 + 4 + 4 = 16.
Négyzetszám például a 9, mert 3 × 3 = 9. (A négyzetre emelés jelölésére az n × n helyett általában a szokott hatványos jelölést alkalmazzák: n2, melynek kiejtése „n négyzet” vagy „n a másodikon”.) Tágabb értelmezés szerint négyzetszám az {\displaystyle {\frac {1}{9}}} is, mivel négyzetgyöke {\displaystyle {\frac {1}{3}}}, ami racionális. Egyébként négyzetszám (a tágabb értelmezés szerint értelmezve) minden olyan törtszám, amelynek számlálója és nevezője is négyzetszám.
Figurális szám: az m szám pontosan akkor négyzetszám, ha m pont elrendezhető négyzet alakban:
| 12 = 1  |
| 2 = 4   |
| 32 = 9  |
| 42 = 16 |
| 52 = 25 |

Valamely n nemnegatív egészre az n-edik négyzetszám az n2, így 02 = 0 a nulladik négyzetszám. A 0-tól m-ig pontosan {\displaystyle \lfloor {\sqrt {m}}\rfloor } négyzetszám van (a szögletes zárójel az (alsó) egészrészt jelöli). Minden négyzetszám nemnegatív.

## Példák
Az első 51 nem negatív egész szám négyzete a következő (A000290 sorozat az OEIS-ben):
02 = 0
12 = 1
22 = 4
32 = 9
42 = 16
52 = 25
62 = 36
72 = 49
82 = 64
92 = 81
102 = 100
112 = 121
122 = 144
132 = 169
142 = 196
152 = 225
162 = 256
172 = 289
182 = 324
192 = 361
202 = 400
212 = 441
222 = 484
232 = 529
242 = 576
252 = 625
262 = 676
272 = 729
282 = 784
292 = 841
302 = 900
312 = 961
322 = 1024
332 = 1089
342 = 1156
352 = 1225
362 = 1296
372 = 1369
382 = 1444
392 = 1521
402 = 1600
412 = 1681
422 = 1764
432 = 1849
442 = 1936
452 = 2025
462 = 2116
472 = 2209
482 = 2304
492 = 2401
502 = 2500

## Tulajdonságok
Az n-edik négyzetszám képlete n2, ami megegyezik az első n páratlan szám összegével:
{\displaystyle n^{2}=\sum _{k=1}^{n}(2k-1)}
amit a fenti képek is szemléltetnek, hiszen a következő négyzet mindig páratlan számú pont hozzáadásával jön létre.
Két szomszédos négyzetszám különbsége mindig páratlan, még pontosabban: a négyzetszámok sorozatának különbségsorozata Δn2 = 2n+1, mivel 2n+1 = (n+1)^2 - n^2, vagyis az n+1. és az n. négyzetszám különbsége (az n. és n-1. négyzetszám különbsége 2n-1).
A négyzetszámok összegsorozata – az első n pozitív négyzetszám összege {\displaystyle S_{n^{2}}={\frac {n(n+1)(2n+1)}{6}};} Ez teljes indukcióval könnyen belátható.
X darab négyzetszám szorzata is négyzetszám, ez könnyen belátható: a négyzetszámok felírhatók a*a, b*b, c*c, … alakban. Például 2 négyzetszámnál: a*a és b*b alakban felírhatók a négyzetszámok. Ezt csoportosíthatjuk (a*b)*(a*b) alakba, mely négyzetszám. 3 négyzetszámnál ugyanez igaz: a*a, b*b és c*c. Ezek csoportosíthatók (a*b*c)*(a*b*c) alakba. Már be is láttuk, hogy négyzetszám. Továbbá: a*a*b*b négyzetszám. Ezt a négyzetszámot c*c-vel szorozzuk, tehát, mivel négyzetszámot szorzunk négyzetszámmal, beláthatjuk, hogy 3 négyzetszám szorzata is négyzetszám. Ez akárhány négyzetszámra igaz, tehát x darab négyzetszám szorzata négyzetszám.
Az n. négyzetszám kiszámítható az előző kettőből a következőképpen:
n2 = 2(n ‒ 1)2 ‒ (n ‒ 2)2 + 2
Gyakran jól használható az a tény, hogy minden szám négyzete felírható a következő alakban is:
1 + 1 + 2 + 2 + … + (n ‒ 1) + (n ‒ 1) + n
Például a 4 esetében:
42 = 1 + 1 + 2 + 2 + 3 + 3 + 4 = 16
Ezt felhasználva könnyen meghatározható viszonylag nagy számok négyzete. Például 52 négyzete a következőképpen:
522 = 502 + 50 + 51 + 51 + 52 = 2500 + 204 = 2704.
Egy szám négyzetének meghatározására egy másik trükk a következő azonosságra alapul:
(x ‒ y)(x + y) = x2 ‒ y2
Például 212 = 22×20 + 1 = 440 + 12 = 441.
Minden négyzetszám két egymást követő háromszögszám összege. Két egymást követő négyzetszám összege középpontos négyzetszám. Minden páratlan négyzetszám középpontos nyolcszögszám.
A Lagrange-féle négy négyzet tétel szerint minden pozitív egész felírható legfeljebb 4 négyzetszám összegeként.
Három négyzetszám nem elegendő a 4k(8m + 7) alakú számokhoz. Valamely pozitív egész pontosan akkor áll elő két négyzetszám összegeként, ha a kanonikus alakja nem tartalmaz 4k + 3 alakú prímet páratlan hatványon.
Tízes számrendszerben a négyzetszámok a következő végződésűek lehetnek: 00, 1, 4, 6, 9 vagy 25 a következő szabályok szerint:
- Ha a szám utolsó számjegye 0, akkor a négyzete 00 végződésű és az azt megelőző számjegyek is négyzetszámot alkotnak.
- Ha a szám utolsó számjegye 1 vagy 9, akkor a négyzete 1-re végződik és az azt megelőző számjegyek 4-gyel osztható számot alkotnak.
- Ha a szám utolsó számjegye 2 vagy 8, akkor a négyzete 4-re végződik és az azt megelőző számjegyek páros számot alkotnak.
- Ha a szám utolsó számjegye 3 vagy 7, akkor a négyzete 9-re végződik és az azt megelőző számjegyek 4-gyel osztható számot alkotnak.
- Ha a szám utolsó számjegye 4 vagy 6, akkor a négyzete 6-ra végződik és az azt megelőző számjegyek páratlan számot alkotnak.
- Ha a szám utolsó számjegye 5, akkor a négyzete 25-re végződik, és az azt megelőző számjegyek téglalapszámot alkotnak.

Négyzetszám nem lehet tökéletes szám.

## Páros és páratlan négyzetszámok
Páros számok négyzete páros, mivel (2n)2 = 4n2.
Páratlan számok négyzete páratlan, mivel (2n + 1)2 = 4(n2 + n) + 1.
Ebből következik az is, hogy páros négyzetszámok négyzetgyöke páros, páratlanoké páratlan.

## Chen-tétel
1975-ben bizonyította Chen Jingrun, hogy két egymást követő négyzetszám n2 és (n + 1)2 között mindig létezik egy olyan P, amely vagy prímszám vagy félprím. (Lásd még Legendre-sejtés.)